# Hymenoscyphus leucopus
Hymenoscyphus leucopus är en svampart som först beskrevs av Jean François Montagne, och fick sitt nu gällande namn av Dennis 1964. Hymenoscyphus leucopus ingår i släktet Hymenoscyphus och familjen Helotiaceae.   Inga underarter finns listade i Catalogue of Life.